# Loi canadienne sur les sociétés par actions
La Loi canadienne sur les sociétés par actions (LCSA) est une loi canadienne qui régit le fonctionnement des sociétés par actions. Elle est issue du rapport Dickerson de 1974, qui recommandait de moderniser le droit des sociétés canadien, qui était auparavant fondé sur un système de règles impératives nécessitant l'émission de lettres patentes. De nos jours, la loi crée un système souple où la plupart des règles sont supplétives à l'exception de certaines disposition impératives qui visent à protéger la partie la plus faible et de dispositions habilitantes, qui viennent clarifier la légalité de certains gestes, tel que l'adoption d'une convention unanime des actionnaires. La loi canadienne sur les sociétés par actions a également pour objectif d'offrir une protection accrue aux actionnaires.
Cette loi est applicable pour toutes les sociétés par actions qui la choisissent comme loi constituante au moment de leur incorporation. Lorsqu'elle s'incorpore, une société par actions peut choisir soit la LCSA, soit une loi provinciale comme la Loi sur les sociétés par actions (LSAQ) du Québec, puisque tant l'ordre fédéral que l'ordre provincial ont une compétence constitutionnelle en droit des sociétés. Il n'existe pas de grandes dichotomies entre les sociétés constituées par la loi fédérale et les sociétés constituées sous une loi provinciale ; en fait, il existe beaucoup plus de similitudes que de différences. D'après l'arrêt Bonanza Creek, une société régie par la LCSA peut agir partout au Canada et une société régie par une loi constituante provinciale a également la possibilité d'agir dans les autres provinces et territoires, à condition de s'immatriculer dans la province où elle fait affaires. Une province peut imposer des conditions aux sociétés fédérales à condition de le faire dans une loi d'application générale et de ne pas stériliser l'activité de la société fédérale.